# Josh Pais

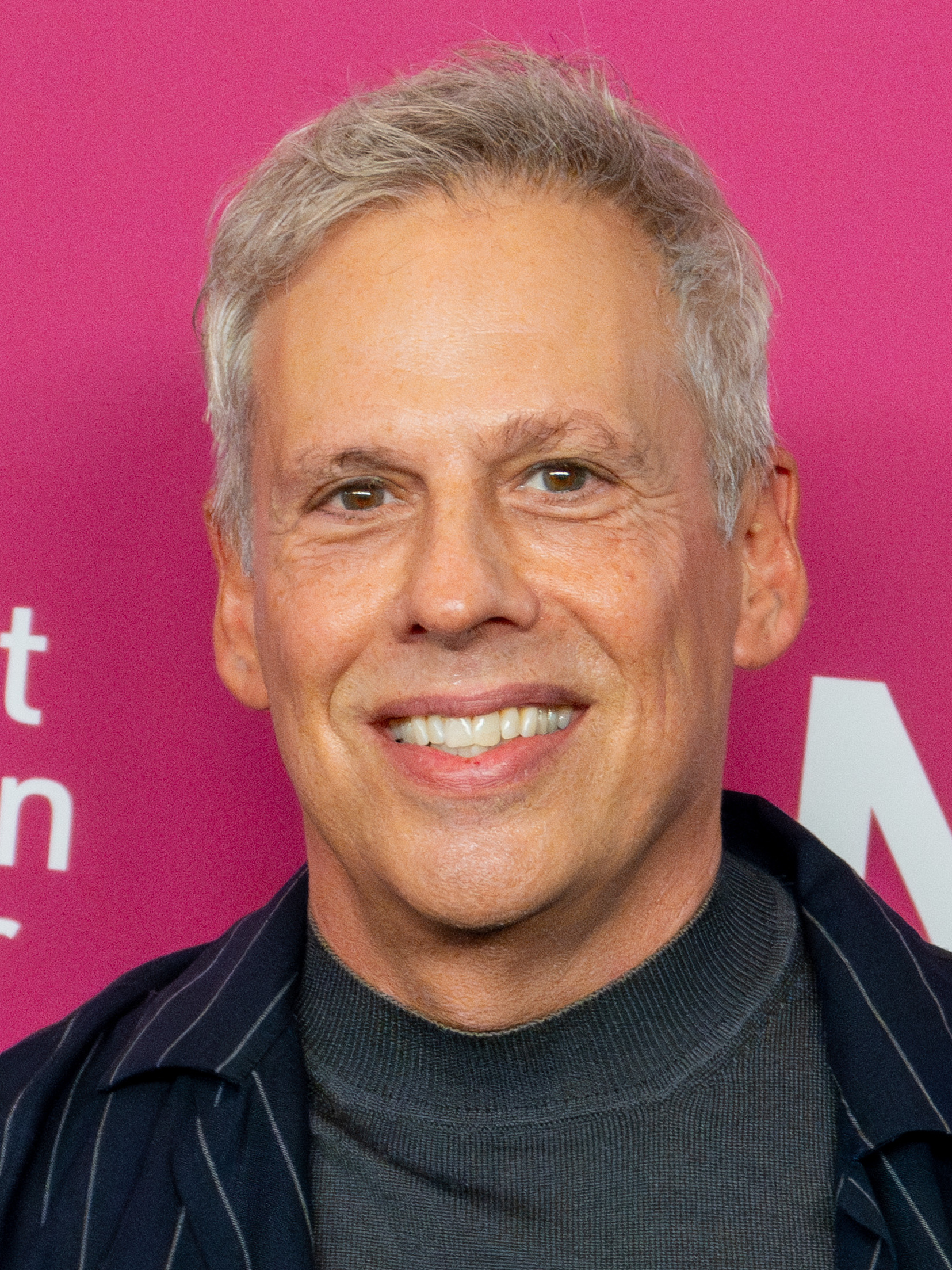
Josh Pais (2024)

Josh Pais (* 21. Juni 1958 in Princeton, New Jersey) ist ein US-amerikanischer Schauspieler und Schauspiellehrer. Der Sohn des niederländischen Physikers und Quantenfeldtheoretikers Abraham Pais und dessen Ehefrau Lila Lee (geborene Atwill) begann erst verhältnismäßig spät, Ende der 1980er Jahre, seine Film- und Fernsehkarriere und war davor vor allem als Theaterschauspieler aktiv. Ab 27. August 1990 war er mit der Schauspielerin Lisa Emery verheiratet, mit der er zwei Söhne, darunter Zane Pais, der ebenfalls bereits als Schauspieler in Erscheinung trat, hat. Nach der Scheidung heiratete er die 17 Jahre jüngere Marie Forleo, ihres Zeichens Life-Coach, Motivationsrednerin, Autorin und Web-TV-Host.

## Leben und Karriere

### Erste Anfänge in New York City
Pais wurde im Jahr 1958 als Sohn des niederländischen Physikers und Quantenfeldtheoretikers Abraham Pais und dessen Ehefrau Lila Lee (geborene Atwill), einer Malerin und Dichterin, in der kleinen Universitätsstadt Princeton im US-Bundesstaat New Jersey geboren, wuchs aber in New York City auf. Seine Anfänge als Schauspieler gehen auf seine früheste Kindheit zurück, als er in den 1960ern erstmals vor größerem Publikum in seiner Nachbarschaft in der Alphabet City auftrat, wobei er selbst an der 7th Street zwischen Avenue C und Avenue D aufwuchs. Nachdem der Absolvent der Syracuse University, er studierte Schauspieler und Regie, anfangs ausschließlich als Theaterschauspieler tätig war und dabei zu diversen Einsätzen in lokalen Theaterspielstätten kam, war er in den 1980ern unter anderem auch in diversen Off-Off-Broadway-, Off-Broadway- sowie Broadway-Produktionen zu sehen. Noch davor schloss er sich diversen Theatergruppen an, die Werte auf eine starke physische Komponente legten, wobei er mit Mitgliedern von Joseph „Joe“ Chaikins The Open Theater und Shūji Terayamas Avante-garde Theatre of Tokyo zusammenarbeitete. Außerdem trainierte er mit Tadashi Suzuki und dessen Theatergruppe und arbeitete in dieser Anfangszeit auch intensiv mit Gabrielle Roth zusammen. Danach schloss er sich der Circle Rep Lab Company, einer Off-Broadway-Theatergruppe, an und startete mit seiner Theaterkarriere richtig durch. Dabei brachte er es Mitte/Ende der 1980er unter anderem in Stücken wie Short Change (im Samuel Beckett Theatre in der 42nd Street), Hundeherz (bei der Classic Stage Company in der 13th Street) und Ich bin nicht Rappaport (im American Place Theatre in der 46th Street) zu Off-Broadway-Auftritten. Im letztgenannten Stück hatte er 1985 mit seiner Rolle des Gilley so großen Erfolg, dass er noch ab dem gleichen Jahr auch in der Broadway-Produktion des Musicals als Zweitbesetzung in der Rolle des Gilley zum Einsatz kam. Bereits im Folgejahr wurde das Stück, das unter der Leitung von Herb Gardner bis 17. Januar 1988 lief, mit einem Tony Award für das beste Theaterstück ausgezeichnet. 1989/90 wurde er sowohl am Off-Off- als auch am Off-Broadway im Stück Hundeherz eingesetzt.

### Debüt in Film und Fernsehen
Bereits 30-jährig schaffte er es in dieser Zeit auch zu ersten Einsätzen im Film und Fernsehen, wobei er seinen ersten Auftritt im Jahr 1988 in einer Episode der erfolgreichen Comedy-Serie Die Bill Cosby Show hatte. 1989 folgten ein Auftritt in einer Folge von Murphy Brown, sowie eine Gastrolle im Film Teething with Anger mit Morton Downey junior und eine kleine Nebenrolle in Jacknife an der Seite des Hauptdarstellers Robert De Niro. Auch 1990 brachte er es zu zahlreichen Einsätzen in Film und Fernsehen, darunter im Coming-of-Age-Film How to Be Louise, bei dem die etwa gleichaltrige und verhältnismäßig unbekannte Lea Floden in die Hauptrolle der Louise schlüpfte. Eine noch größere Rolle hatte er schließlich im selben Jahr in Steve Barrons Comicverfilmung Turtles, wo er im Kostüm des Raphael steckte und in der englischsprachigen Originalfassung auch dessen Stimme sprach. In der deutschsprachigen Synchronfassung wurde ihm die Stimme von Pascal Breuer geliehen. Außerdem hatte er einen zweiten Kurzauftritt, als er im Film den Passagier eines Taxis darstellte.
Auch war er im Jahr 1990 das erste Mal in Law & Order zu sehen, wobei er in Sterbehilfe, der dritten Episode der ersten Staffel, noch die Rolle des Gerichtsmediziners Cioran, der nur in dieser einen Folge zum Einsatz kam, besetzte. Die deutsche Stimme lieh ihm in dieser Folge Pierre Franckh. Bereits fünf Folgen später war er im gleichen Jahr ein weiteres Mal in Law & Order zu sehen. Diesmal war er in Heldentum und Drogendeal erstmals in der Rolle des gerichtsmedizinischen Assistenten Borak zu sehen. Diese Rolle hatte er schließlich bis 2002 in zwölf weiteren Episoden inne, war aber zwischendurch im Jahr 1993 in einer anderen Episode auch in einer anderen Rolle zu sehen. 2009 kam er zu seinem 16. und damit letzten Auftritt in der Law-&-Order-Stammserie, wobei er hier den Anwalt Mosley darstellte.

### „Ich bin nicht Rappaport“ und weitere Auftritte
1990 war auch das Jahr, in dem Josh Pais seine langjährige Partnerin Lisa Emery heiratete (27. August). Mit ihr hat Pais zwei Söhne, darunter Zane Pais, der 2007 an der Seite seiner Mutter in der nicht unwesentlichen Nebenrolle des Claude in Margot und die Hochzeit mitwirkte und dabei an der Seite von Schauspielern wie Jack Black, Nicole Kidman, Jennifer Jason Leigh, John Turturro oder Ciarán Hinds zu sehen war. Von 2012 bis 2015 besuchte Zane Pais das Lewis & Clark College, ein privates College in Portland, Oregon. In den nachfolgenden Jahren wurde es etwas ruhiger um Josh Pais; erst ab Mitte bis Ende der 1990er Jahre kam der ausgebildete Theaterschauspieler wieder vermehrt zu Filmauftritten. 1994 sah man ihn in der Rolle des Joey Josephson im Fernsehfilm The Second Greatest Story Ever Told, gefolgt von der Rolle des Fotoassistenten Donny im Fernsehfilm On Seventh Avenue im Jahre 1996. Nach seinen Theatererfolgen mit Ich bin nicht Rappaport kam er im Jahr 1996 auch im gleichnamigen Kinofilm an der Seite von Walter Matthau und Ossie Davis zum Einsatz, nachdem ihn sein Förderer Herb Gardner in den Cast geholt hatte. Außerdem war er in diesem Jahr am Broadway-Stück Virgil Is Still the Frog Boy beteiligt. 1997 sah man Pais in Robert Bellas Independent-Film Colin Fitz, der am Sundance zur Weltpremiere kam. 1997/98 spielte er in zwei Episoden von Star Trek: Deep Space Nine den Ferengi-Waffenhändler Gaila, wobei ihm in der deutschsprachigen Synchronversion Tilo Schmitz die Stimme lieh.

### Vielumworbener Schauspieler ab 1998 und Regiedebüt
Viele Einsätze konnte er auch 1998 verzeichnen, so war er in den Filmen Die Safe-Spezialisten, Rounders, Zivilprozeß und Karma Local zu sehen und hatte auch noch Auftritte in jeweils einer Folge von Homicide, Sex and the City und The Crow. In der deutschsprachigen Ausstrahlung von Sex and the City wurde ihm die Stimme von Johannes Berenz geliehen, in Die Safe-Spezialisten war Oliver Rohrbeck der deutsche Sprecher. 1999 folgte ein Auftritt in Music of the Heart, einem autobiografischen Spielfilm über Roberta Guaspari (gespielt von Meryl Streep), unter der Regie von Wes Craven, der ihn im Folgejahr auch in den Cast von Scream 3 holte. Diesmal lieh im Udo Schenk die deutsche Stimme. 2000 war er jedoch nicht nur in dem Horror- und Slasher-Film im Einsatz (hier lieh ihm Tobias Lelle die Stimme), sondern schaffte es auch noch zu Auftritten im Independent-Film Swimming und in einer Episode von The $treet – Wer bietet mehr?. Außerdem hatte er von 2000 bis 2001 in drei Episoden des Law-&-Order-Ablegers Law & Order: Special Victims Unit die wiederkehrende Rolle des Anwalts Robert Sorenson inne, wobei hierbei Christian Weygand die deutsche Stimme von Josh Pais war. Im Jahr 2001 sah man Pais in einer Folge der nur kurzlebigen Comedy-Krimi-Serie Der Job mit Denis Leary und Bill Nunn, sowie in den beiden Filmen Scotland, PA, an der Seite von Maura Tierney, James LeGros und Christopher Walken, und dem mehrfach oscarausgezeichneten und -nominierten A Beautiful Mind – Genie und Wahnsinn. 2002 folgten Einsätze in Joel Schumachers Nicht auflegen! und in Lawrence Trillings Porn ’n Chicken. Im nachfolgenden Jahr war er in den Filmen Station Agent und Es bleibt in der Familie zu sehen, wobei im letztgenannten Spielfilm Frank Röth als deutscher Synchronsprecher in Erscheinung trat. Des Weiteren war er 2003 in einer Folge von Criminal Intent – Verbrechen im Visier zu sehen und schaffte es in dieser Serie auch im Jahr 2007 zu einem weiteren Auftritt, jedoch in einer anderen Rolle. 2003 veröffentlichte Pais auch seine Dokumentation 7th Street, bei der er nicht nur als Regisseur, Drehbuchautor und Kameramann wirkte, sondern auch als Interviewer vor der Kamera zu sehen ist. Damit wollte er seine Nachbarschaft, in der er einst aufgewachsen ist, würdigen und deren Wandel von einem unkonventionellen Paradise in den 1960ern, über einen Zufluchtsort von Drogendealern und Junkies in den 1980ern zu einer aufgewerteten Wohngegend mit hohen Mieten inmitten des East Village von Manhattan. Mit dem Drehen der Dokumentation begann Pais im Jahr 1992 und beendete sein Werk zehn Jahre später und wurde in weiterer Folge für sein Werk beim Boston Independent Film Festival mit dem Audience Award in der Kategorie Dokumentation ausgezeichnet. 2004 war es weitgehend um den erfahrenen Darsteller, der es lediglich auf einen Auftritt in einer Episode von Hope and Faith brachte. Im Vor- bzw. Abspann dieser Folge wurde auch sein Name fälschlicherweise unter John Pais aufgelistet.

### Weitere Auftritte ab 2004
Wieder zu vermehrten Einsätzen kam der gebürtige New Yorker ab dem Folgejahr, als er unter anderem in den Filmen Little Manhattan, Confess und The Reality Trap eingesetzt wurde, wobei er in erstgenannten romantischen Familienfilm eine Nebenrolle belegte. Im Fernsehen sah man Josh Pais in diesem Jahr in einer Folge der Feuerwehrserie Rescue Me, in der er wieder auf Schauspielkollege Denis Leary traf, der in der Serie die Hauptrolle des Tommy Gavin innehat. 2006 sah man den mittlerweile 47- bzw. 48-Jährigen in Find Me Guilty – Der Mafiaprozess und Unconscious; im erstgenannten Film mit Vin Diesel in der Hauptrolle lieh im erneut Tobias Lelle die deutsche Stimme. Außerdem wurde Pais in diesem Jahr in einer Folge der letzten Staffel von Die Sopranos eingesetzt. Im Jahr 2007 folgten Auftritte bzw. Nebenrollen in den Filmen Teeth – Wer zuletzt beißt, beißt am besten, Year of the Dog, Liebe lieber ungewöhnlich – Eine Beziehung mit Hindernissen und dem autobiografischen Film Neal Cassady über die gleichnamige Person der Beat Generation der Nachkriegszeit in den Vereinigten Staaten der 1950er. Des Weiteren kam er zu Serienauftritten in einer Folge von Damages – Im Netz der Macht, als erstmals Claus-Peter Damitz als deutscher Synchronsprecher in Erscheinung trat und in drei Episoden der nur kurzlebigen Baseballserie The Bronx Is Burning, in der das Hauptthema die 1977er Saison der MLB der New York Yankees unter der neuen Führung durch George Steinbrenner ist, und in der Pais den Reporter Phil Pepe darstellte. In Lange Beine, kurze Lügen und ein Fünkchen Wahrheit …, Synecdoche, New York und Wherever You Are, wobei er es in Rob Margolies Wherever You Are gar zu einer Hauptrolle an der Seite von Jane Adams brachte. Der Film, der bereits durch das Filmplakat stark an Adams Paradefilm Happiness erinnert, wurde in weiterer Folge bei diversen Filmfestivals ausgezeichnet. Frank Röth lieh Pais in der deutschsprachigen Synchronfassung von Lange Beine, kurze Lügen und ein Fünkchen Wahrheit … abermals die Stimme.

### Diverse größere Rollen in Film und Fernsehen ab 2009
Das Jahr 2009 begann für Josh Pais mit zahlreichen Filmauftritten, darunter in Adventureland, Reunion, Leaves of Grass und Gentlemen Broncos, wobei in letztgenannter Komödie erstmals Jakob Riedl als deutscher Synchronsprecher für Josh Pais Charakter des Todd Keefe agierte. Eine weitere Hauptrolle hatte er in diesem Jahr in der Kabelfernsehserie Michael & Michael Have Issues mit Michael Ian Black und Michael Showalter, wo er in allen sieben ausgestrahlten Episoden Jim Biederman, den Produzenten der fiktionalen Show MMHI mimt. 2010 folgten Einsätze im Spielfilm Please Give, im Kurzfilm/Pilot Inside Out mit Kevin Chapman, Bruce Altman oder Michael Boatman, sowie in zwei Episoden der nach nur einer Staffel eingestellten NBC-Serie Outlaw, wo er in Episode 1 und 3 als Doc Levin zu sehen war. In der deutschsprachigen Synchronfassung von Please Give war Rainer Doering als deutsche Stimme von Josh Pais zu hören; Pais selbst wurde bei den Gotham Awards des Jahres 2010 mit dem Cast der Serie in der Kategorie Bestes Schauspielensemble nominiert, wobei man sich am Ende nicht gegen das Aufgebot von Winter’s Bone durchsetzen konnte. Weitere Filmauftritte konnte Pais im Jahr 2011 in The Key Man und Detachment verzeichnen und war im gleichen Jahr auch in der zweiten Episode der zweiten Staffel von How to Make It in America zu sehen. 2012 war er wieder verhältnismäßig oft in Film und Fernsehen eingesetzt, darunter in den Filmen Arbitrage, Price Check und The Normals. Während ihm in diesem Jahr bei einem Auftritt in einer Folge von 2 Broke Girls von Stefan Krause die Stimme geliehen wurde, war im gleichen Jahr in der einen Episode von NYC 22 Michael Deffert die deutsche Stimme.

### Law-&-Order-Rückkehrer und weitere größere Engagements
Im Jahr 2013 fand Pais wieder zurück zu Law & Order: Special Victims Unit, wobei er bis zum Folgejahr in insgesamt vier Episoden als Deputy Commissioner der Presse- und Informationsabteilung Hank Abraham in Erscheinung trat. Weitere Auftritte hatte er 2013 noch in den Filmen Touchy Feely und Syrup, sowie in jeweils einer Folge von Psych und Ray Donovan, wobei er in der letztgenannten Serie auch im Folgejahr in drei weiteren Episoden in der wiederkehrenden Rolle des Stu Feldman zu sehen war. Hierbei trat Peter Flechtner als deutsche Stimme von Josh Pais in Erscheinung. 2014 brachte er es auf drei weitere Filmauftritte in Für immer Single?, 5 Flights Up und Duty; in Für immer Single? war zum zweiten Mal Claus-Peter Damitz der deutschsprachige Synchronsprecher. Des Weiteren sah man Josh Pais 2014 in je einer Folge von Good Wife und Alpha House, wobei er mit Klaus Nietz beim erstgenannten Auftritt erneut einen anderen, den bereits siebzehnten namentlich bekannten Synchronsprecher hatte. 2015 wirkte er unter anderem an der Filmbiografie I Saw the Light mit. Im gleichen Jahr spielte Pais in Sex&Drugs&Rock&Roll zum bereits dritten Mal mit Denis Leary zusammen; während Leary als Hauptdarsteller in allen zehn produzierten Episoden im Einsatz war, sah man Pais in den Nebenrolle des Ira Feinbaum in immerhin sieben verschiedenen Folgen. Weiters brachte er es in diesem Jahr auf Auftritte in zwei diversen Episoden in der seit Ende März 2015 auf TV Land ausgestrahlten Comedy-Drama-Serie Younger.
Neben seiner Schauspielkarriere gründete Josh Pais Committed Impulse, ein High-Performance-Trainingsprogramm für Schauspieler, Künstler und Unternehmer. Bereits davor leitete er über zwanzig Jahre lang Schauspiel-Workshops und ist ebenfalls Motivationsredner. Heute lebt Josh Pais in New York City, Sag Harbor und Venice.

## Filmografie

### Als Schauspieler

#### Filme
- 1989: Jacknife
- 1989: Teething with Anger (Fernsehfilm)
- 1990: How to Be Louise
- 1990: Turtles (Stimme)
- 1994: The Second Greatest Story Ever Told (Fernsehfilm)
- 1996: On Seventh Avenue (Fernsehfilm)
- 1996: Ich bin nicht Rappaport (I’m Not Rappaport)
- 1997: Colin Fitz
- 1998: Die Safe-Spezialisten (Safe Men)
- 1998: Rounders
- 1998: Zivilprozess (A Civil Action)
- 1998: Karma Local
- 1999: Music of the Heart
- 2000: Scream 3
- 2000: Swimming
- 2001: Scotland, PA
- 2001: A Beautiful Mind – Genie und Wahnsinn (A Beautiful Mind)
- 2002: Nicht auflegen! (Phone Booth)
- 2002: Porn ’n Chicken (Fernsehfilm)
- 2003: Station Agent (The Station Agent)
- 2003: Es bleibt in der Familie (It Runs in the Family)
- 2005: Little Manhattan
- 2005: Confess
- 2005: The Reality Trap
- 2006: Find Me Guilty – Der Mafiaprozess (Find Me Guilty)
- 2006: Unconscious
- 2007: Teeth – Wer zuletzt beißt, beißt am besten (Teeth)
- 2007: Year of the Dog
- 2007: Liebe lieber ungewöhnlich – Eine Beziehung mit Hindernissen (Watching the Detectives)
- 2007: Neal Cassady
- 2008: Lange Beine, kurze Lügen und ein Fünkchen Wahrheit … (Assassination of a High School President)
- 2008: Synecdoche, New York
- 2008: Wherever You Are
- 2009: Adventureland
- 2009: Reunion
- 2009: Leaves of Grass
- 2009: Gentlemen Broncos
- 2010: Please Give
- 2010: Inside Out (Kurzfilm)
- 2011: The Key Man
- 2011: Detachment
- 2012: Arbitrage – Macht ist das beste Alibi (Arbitrage)
- 2012: Price Check
- 2012: The Normals
- 2013: Touchy Feely
- 2013: Syrup
- 2014: Für immer Single? (That Awkward Moment)
- 2014: Ruth & Alex – Verliebt in New York (5 Flights Up)
- 2014: Duty (Fernsehfilm)
- 2015: I Saw the Light
- 2017: Crown Heights
- 2017: Abgang mit Stil (Going in Style)
- 2018: Land der Gewohnheit (The Land of Steady Habits)
- 2019: Motherless Brooklyn
- 2019: Joker
- 2022: Spoiler Alert

#### Serien
- 1988: Die Bill Cosby Show (The Cosby Show, eine Episode)
- 1989: Murphy Brown (eine Episode)
- 1990–2009: Law & Order (16 Episoden)
- 1997–1998: Star Trek: Deep Space Nine (2 Episoden)
- 1998: Homicide (Homicide: Life on the Street, eine Episode)
- 1998: Sex and the City (eine Episode)
- 1998: The Crow – Die Serie (The Crow: Stairway to Heaven, eine Episode)
- 2000: The $treet – Wer bietet mehr? (The $treet, eine Episode)
- 2000–2016: Law & Order: Special Victims Unit (10 Episoden)
- 2001: Der Job (The Job, eine Episode)
- 2003, 2007: Criminal Intent – Verbrechen im Visier (Law & Order: Criminal Intent, 2 Episoden)
- 2004: Hope and Faith (eine Episode)
- 2005: Rescue Me (eine Episode)
- 2006: Die Sopranos (The Sopranos, eine Episode)
- 2007: The Bronx Is Burning (3 Episoden)
- 2007: Damages – Im Netz der Macht (Damages, eine Episode)
- 2009: Michael & Michael Have Issues (7 Episoden)
- 2010: Outlaw (2 Episoden)
- 2011: How to Make It in America (eine Episode)
- 2012: 2 Broke Girls (eine Episode)
- 2012: NYC 22 (eine Episode)
- 2013: Psych (eine Episode)
- 2013–2018: Ray Donovan (7 Episoden)
- 2014: Good Wife (The Good Wife, eine Episode)
- 2014: Alpha House (eine Episode)
- 2015–2016: Younger (4 Episoden)
- 2018: Maniac (drei Episoden)

### Als Regisseur, Drehbuchautor und Kameramann
- 2003: 7th Street (Dokumentation)

## Theaterauftritte
- 1985: Short Change (Off-Broadway)
- 1985: Ich bin nicht Rappaport (Off-Broadway)
- 1985–1988: Ich bin nicht Rappaport (Broadway)
- 1996: Virgil Is Still the Frog Boy (Broadway)
- 1989: Hundeherz (Off-Broadway)
- 1990: Hundeherz (Off-Off-Broadway)

## Josh Pais deutschsprachige Synchronsprecher
In all den Jahren konnte für Pais keine wirkliche Feststimme in deutschsprachigen Synchronfassungen gefunden werden. Obgleich bei weitem nicht alle Synchronsprecher bekannt sind, werden von der Deutschen Synchronkartei folgende Sprecher aufgelistet (chronologisch sortiert; mit den dazugehörigen Filmen bzw. Serien und dem Jahr der Veröffentlichung):
- Pierre Franckh (als Gerichtsmediziner Cioran) in der Episode Sterbehilfe (1x3) von Law & Order (1990)
- Pascal Breuer (als Raphael) in Turtles (1990)
- Tilo Schmitz (als Cousin Gaila) in den Episoden Kriegsgeschäfte (5x18) und Der glorreiche Ferengi (6x10) von Star Trek: Deep Space Nine (1997–1998)
- Johannes Berenz (als Nick Waxler) in der Episode Models und Menschen (1x2) von Sex and the City (1998)
- Oliver Rohrbeck (als Mitchell) in Die Safe-Spezialisten (1998)
- Udo Schenk (als Dennis Rausch) in Music of the Heart (1999)
- Christian Weygand (als Anwalt Robert Sorenson) in den Episoden Späte Reue (1x20), Elias (2x5) und Der verlorene Sohn (3x3) von Law & Order: Special Victims Unit (2000–2001)
- Tobias Lelle (als Det. Jason Wallace) in Scream 3 (2000), (als Harry Bellmann) in Find Me Guilty – Der Mafiaprozess (2006) und (als Dr. Richard Umma) in der Episode Wer den Frieden nicht traut (7x14) von Psych (2013)
- Frank Röth (als Barney) in Es bleibt in der Familie (2003) und (als Senor Newell) in Assassination of a High School President (2008)
- Rainer Fritzsche (als Robin) in Das Jahr des Hundes (2007) und (als John Aimes) in Arbitrage (2012; 2. Synchro)
- Claus-Peter Damitz (als George Berber) in der Episode Wahre Gesichter (1x6) von Damages – Im Netz der Macht (2007) und (als Fred) in Für immer Single? (2014)
- Jakob Riedl (als Todd Keefe) in Gentlemen Broncos (2009)
- Rainer Doering (als Adam) in Please Give (2010)
- Stefan Krause (als Leo Hutchinson) in der Episode Nebenwirkungen (1x20) von 2 Broke Girls (2012)
- Michael Deffert (als Maxwell Tanner) in der Episode Jumpers (1x6 bzw. 1x10) von NYC 22 (2012)
- Peter Flechtner (als Stu Feldman) in den Episoden Vater unser (1x1), Ein Mund ist ein Mund (1x2), Der schwarze Cadillac (1x4) und Das Haus ihrer Träume (2x3) von Ray Donovan (2013–2014)
- Klaus Nietz (als Henry Lampe) in der Episode Wir, die Jurys (5x12) von Good Wife (2014)